# 漢字部件
漢字部件，又名漢字構件，是漢字字形結構的基本單元，具有組配漢字的功能。不同的筆劃組成各種部件，多個部件再組成中文字（其中有些部件本身即為一個完整的字）。
漢字部件的研究雖然古代已有人進行，但在手寫時代並未受到重視。一直要到現代資訊科技發展，漢字找不到適當基本單元進行數位化，開放字集的漢字被迫以英文字母的層級（封閉字集）進行數位化，致使缺字問題重重，尤其是古籍數位化有數萬缺字，累次進行曠日費時的審核，還是緩不濟急。因此漢字部件的研究才開始受到重視。

## 研究歷史
字典部首研究
- 東漢（約121年）《說文解字》，許慎。計540部首。
- 南梁（約543年）《玉篇》，顧野王。計542部首。
- 遼代（約997年）《龍龕手鏡》，釋行均。計242部首。
- 清代（約1716年）《康熙字典》，張玉書、陳廷敬。計214部首。
- 1994年《中华字海》，冷玉龙、韦一心。計210部首。
- 2014年《汉字海》，蓝德康、松岡榮志。計266部首。

漢字部件研究
- 南宋（約1161年）《六書略》《七音略》，鄭樵。分870聲母、330形母，計1200部件。
- 1982《中文字根孳乳表稿》，周何。分869聲母、265形母，計1134部件。 （依據中文資訊交換碼第二集的22394字的字集整理）
- 1996《现代汉字部件探究》，费锦昌。計384部件。
- 1997《信息处理用GB13000.1字符集汉字部件规范》，中国国家语委。分393組，計560部件。
- 2003《小學中文科常用字研究》，香港優質教育基金會。3000字表內，計652部件，3000字表外，計328部件。[2]
- 2003《基础教学用现代汉语常用字部件规范》，中国国家语委。分461組，計540部件。
- 2007（2014年修訂）《中文字基礎部件及部件屬性》 CNS 11643-2，經濟部標準檢驗局，總計385組，517個基礎部件 。（依據中文標準交換碼第1及第2字面，13051字）[3][4][5]
- 2009《现代常用部件及部件名称规范》 GF 0014-2009，中国国家语委。分441組，計514部件（依據現代漢語常用漢字，3500字）。

漢字網站部件
- 1998年：全字庫 （页面存档备份，存于）。計517部件。
- 2006年：字海網 （页面存档备份，存于）。計242部件。
- 2012年：小學堂 （页面存档备份，存于）。正體字計441部件、簡化字計367部件。
- 2017年：古音小鏡。計5355部件。
- 2018年：WFG部件檢索 （页面存档备份，存于）。分22組，計676部件。
- 2020年：字源 （页面存档备份，存于）。計958部件。

## 部件分類

### 依筆畫數
- 單筆部件：該部件只由單一筆畫構成。如「一」、「乙」等。
- 複筆部件：該部件由兩個及以上筆畫構成。如「人」、「木」等。

### 獨立成字與否
- 成字部件：可獨立成字（獨體字）的部件。如「鯉」中的「魚」等。[1]
- 非成字部件：一般情況下不稱之為字的部件。其常和其他部件構成合體字。如「同」中的「冂」等。

### 依構字級次
當將一個字拆成不同部件時，會依層次將其拆分為各級部件。
如「恕」字，上下拆分，得到「恕」字一級部件「如、心」；針對一級部件「如」字左右拆分，得到「恕」字二級部件「女、口」。
基礎部件（又稱單純部件或末級部件）是指不能拆分的部件，如上例中「女、口、心」；合成部件（又稱複合部件）則可再拆分，如上例中「如」。

## 結構關係
漢字存在一或多個部件，部件間的組合構成了結構關係。
漢字字形結構可分為四大類：單獨、對分、包圍、夾擊。而以上四大類可再細分為十小類，附帶複合結構則共存在十一類。

### 單獨
- 單獨存在：只存在一個部件，即成為獨體字。如「目」、「方」、「臼」等。

### 對分
- 左右對分：左右兩個部件排列。如「快」、「橫」、「敏」等。IDS：⿰ （U+2FF0）

- 上下對分：上下兩個部件排列。如「集」、「思」、「昆」等。IDS：⿱ （U+2FF1）

### 包圍
- 四面包圍：一個部件充分包圍另一部件。如「回」、「團」、「困」等。IDS：⿴ （U+2FF4）

- 上左右三面包圍：一個部件從上、左、右三方向包覆另一部件。如「鳳」、「風」、「問」等。IDS：⿵ （U+2FF5）
- 下左右三面包圍：一個部件從下、左、右三方向包覆另一部件。如「凶」、「函」、「鼎」等。IDS：⿶ （U+2FF6）
- 上左下三面包圍：一個部件從上、左、下三方向包覆另一部件。如「匣」、「匡」、「匠」等。IDS：⿷ （U+2FF7）
- 上左兩面包圍：一個部件從左上向右下包覆另一部件。如「疾」、「反」、「虎」等。IDS：⿸ （U+2FF8）
- 上右兩面包圍：一個部件從右上向左下包覆另一部件。如「勾」、「氧」、「或」等。IDS：⿹ （U+2FF9）
- 左下兩面包圍：一個部件從左下向右上包覆另一部件。如「過」、「超」、「翅」等。IDS：⿺ （U+2FFA）

### 重疊
- 單部件重疊：一個部件居中，其他一個部件重疊。如「玉」、「犬」、「氷」等。IDS：⿻ （U+2FFB）

- 二部件重疊：一個部件居中，其他二個部件重疊。如「夾」、「坐」、「乘」、「乖」、「巫」、「幽」等。IDS：⿻ （U+2FFB）

- 四部件重疊：一個部件居中，其他四個部件重疊。如「爽」、「噩」等。IDS：⿻ （U+2FFB）

IDS 未細分重疊結構，一律以 ⿻ 表示。

### 複合
- 左右三層複合：可視為兩次部件左右關係複合。如「傾」、「樹」、「測」等。IDS：⿲ （U+2FF2）

- 上下三層複合：可視為兩次部件上下關係複合。如「三」、「京」、「帶」等。IDS：⿳ （U+2FF3）

- 多層結構複合：可視為多個部件多層關係複合。如「幫」、「駿」、「贏」等。

複合字大部分都可拆成多重層的簡單結構。如「漸」字可拆成「氵、斬」兩個部件，作為左右結構的字來看待。（IDS 表示可為三種其中一種：⿲氵車斤 / ⿰氵斬 / ⿰氵⿰車斤。）

## 註譯
1. 1 2  〈部件連結表〉使用說明 的存檔，存档日期2004-11-09. 二、部件的定義和分類
2. ↑  . 小學中文科常用字研究.   [2025-01-02]. （原始内容存档于2025-02-21）.
3. ↑  . 經濟部標準檢驗局.   [2025-01-02]. （原始内容存档于2025-02-21）.
4. ↑  . 全字庫.
5. ↑   (PDF).   [2025-01-02]. （原始内容存档 (PDF)于2024-08-28）.
6. ↑  漢字字族教學平台 - 組字教學區 - 部件[永久] 部件的基本定義與部件級次的定義
7. ↑  漢字字族教學平台 - 組字教學區 - 部件[永久] 結構關係與結構位置規則性

## 外部連結
- 漢字構形資料庫的研發與應用 第二章 漢字構形資料庫的部件拆分 （页面存档备份，存于） (投影片 （页面存档备份，存于）)